# 대한민국의 산림청 차장
산림청 차장(山林廳 次長)은 청장을 보좌하는 직위로, 고위공무원단 가등급에 속하는 일반직공무원으로 보한다.

## 임명
- 산림청 차장은 대통령이 임명한다.

## 역할
- 산림청 차장은 청장을 보좌하여 소관사무를 처리하고 소속공무원을 지휘·감독하며, 청장이 사고로 직무를 수행할 수 없으면 그 직무를 대행한다.

## 역대 차장

### 산림청 차장
| 정부        | 대수           | 이름                            | 임기                              | 비고 |
| ----------- | -------------- | ------------------------------- | --------------------------------- | ---- |
| 제3공화국   | 초대           | 조한욱(趙漢旭)                  | 1967년 1월 9일~1969년 7월 1일     |      |
| 제3공화국   | 2대            | 이규홍(李圭洪)                  | 1969년 7월~1971년 9월 30일        |      |
| 제3공화국   | 3대            | 조성래(趙聖來)                  | 1971년 9월 30일~1973년 7월 9일    |      |
| 제4공화국   | 3대            | 조성래(趙聖來)                  | 1971년 9월 30일~1973년 7월 9일    |      |
| 4대         | 강신익(姜信翼) | 1973년 7월 9일~1977년 7월 18일  |                                   |      |
| 5대         | 임성재(任成宰) | 1977년 7월 18일~1980년 9월 9일  |                                   |      |
| 6대         | 유기천(劉基天) | 1980년 9월 10일~1982년 7월 9일  |                                   |      |
| 6대         | 유기천(劉基天) | 1980년 9월 10일~1982년 7월 9일  | 제5공화국                         |      |
| 7대         | 이남두(李南斗) | 1982년 7월 9일~1984년 1월       |                                   |      |
| 8대         | 강태홍(姜泰泓) | 1984년 1월 25일~1987년 5월 18일 |                                   |      |
| 9대         | 김연표(金演表) | 1987년 5월 30일~1992년 3월      |                                   |      |
| 9대         | 김연표(金演表) | 1987년 5월 30일~1992년 3월      | 노태우 정부                       |      |
| 10대        | 김광희(金光熙) | 1992년 3월 14일~1992년 4월 25일 |                                   |      |
| 11대        | 박상우(朴相禹) | 1992년 5월 2일~1993년 12월      |                                   |      |
| 11대        | 박상우(朴相禹) | 1992년 5월 2일~1993년 12월      | 김영삼 정부                       |      |
| 12대        | 김동태(金東泰) | 1994년 1월 7일~1994년 5월 17일  |                                   |      |
| 13대        | 김정룡(金正瀧) | 1994년 5월 17일~1994년 12월     |                                   |      |
| 14대        | 이지복(李芝馥) | 1995년 1월 3일~1996년 1월       |                                   |      |
| 15대        | 이보식(李輔植) | 1996년 1월 16일~1997년 8월 7일  |                                   |      |
| 16대        | 박창정(朴昌正) | 1997년 8월 19일~1998년 6월 29일 |                                   |      |
| 김대중 정부 | 17대           | 김동근(金東根)                  | 1998년 6월 29일~1999년 5월 26일   |      |
| 김대중 정부 | 18대           | 김용한(金容漢)                  | 1999년 6월 10일~2001년 5월 4일    |      |
| 김대중 정부 | 19대           | 최용규(崔龍圭)                  | 2001년 5월 4일~2001년 12월 3일    |      |
| 김대중 정부 | 20대           | 최종수(崔鍾秀)                  | 2001년 12월 3일~2003년 3월 3일    |      |
| 노무현 정부 | 21대           | 조연환(曺連煥)                  | 2003년 4월 17일~2004년 7월 20일   |      |
| 노무현 정부 | 22대           | 이수화(李秀華)                  | 2004년 8월 19일~2008년 3월 8일    |      |
| 이명박 정부 | 23대           | 정광수(鄭光秀)                  | 2008년 3월 31일~2009년 1월 23일   |      |
| 이명박 정부 | 24대           | 이상길(李相吉)                  | 2009년 2월 19일~2010년 10월 8일   |      |
| 이명박 정부 | 25대           | 하영효(河泳孝)                  | 2010년 10월 19일~2011년 12월 15일 |      |
| 이명박 정부 | 26대           | 김남균(金湳均)                  | 2011년 12월 27일~2013년 4월 21일  |      |
| 박근혜 정부 | 27대           | 김용하(金龍河)                  | 2013년 4월 22일~2017년 7월 31일   |      |
| 문재인 정부 | 28대           | 류광수(柳光守)                  | 2017년 10월 13일~2018년 10월 11일 |      |
| 문재인 정부 | 29대           | 박종호(朴種護)                  | 2018년 10월 12일~2019년 12월 12일 |      |
| 문재인 정부 | 30대           | 최병암(崔炳巖)                  | 2020년 2월 11일~2021년 3월 26일   |      |
| 문재인 정부 | 31대           | 남태헌(南泰憲)                  | 2021년 6월 21일~2022년 8월 8일    |      |
| 윤석열 정부 | 32대           | 임상섭(林尙燮)                  | 2022년 8월 9일~2024년 7월 4일     |      |
| 윤석열 정부 | 33대           | 이미라(李미라)                  | 2024년 8월 24일~                  |      |

## 같이 보기
- 산림청
- 산림청장